# Argentine (Saboia)
Argentine é uma comuna francesa na região administrativa de Auvérnia-Ródano-Alpes, no departamento da Saboia. Estende-se por uma área de 28.03 km². Em 2010 a comuna tinha 974 habitantes (densidade: 1 hab./km²).